# Saison 3 de Cherif
Chronologie
Saison 2 Saison 4
Cet article présente les épisodes de la troisième saison de la série télévisée Cherif.

## Distribution

### La police
- Abdelhafid Metalsi : Capitaine Kader Cherif
- Carole Bianic : Capitaine Adeline Briard
- François Bureloup : Brigadier-chef Joël Baudemont
- Nathalie Blanc : Christelle Laurent, gardien de la paix (à partir de l'épisode 5)
- Vincent Primault : Philippe Dejax, médecin légiste
- Greg Germain : Jean-Paul Doucet, directeur de la police de Lyon

### Les autres
- Mélèze Bouzid : Sarah Cherif, fille de Kader Cherif
- Élodie Hesme : Deborah Atlan, avocate au barreau de Lyon et ex-femme de Kader
- Tassadit Mandi : Mère de Kader Cherif
- Frédéric Gorny : Pierre Clément, avocat et compagnon de Deborah Atlan (épisodes 1, 2, 9 et 10)

## Liste des épisodes

### Épisode 1:Thérapie mortelle
- France : 8 janvier 2016 sur France 2

- Sören Prévost : Tom Duval

### Épisode 2:Le Cri du silence
(NB: Ce titre est également celui du 1er épisode de la 2e saison du feuilleton américain Mannix)
- France : 8 janvier 2016 sur France 2

### Épisode 3:Témoin gênant
- France : 15 janvier 2016 sur France 2

### Épisode 4:À la folie
- France : 15 janvier 2016 sur France 2

### Épisode 5:Un ami d'enfance
- France : 22 janvier 2016 sur France 2

- Alexandre Brasseur : Stéphane
- Chloé Lambert : Pauline

### Épisode 6:Chantages
- France : 22 janvier 2016 sur France 2

### Épisode 7:Jusqu'à la dernière seconde
- France : 29 janvier 2016 sur France 2

### Épisode 8:Sans appel
- France : 29 janvier 2016 sur France 2

### Épisode 9:Les jeux sont faits
- France : 5 février 2016 sur France 2

### Épisode 10:Rien ne va plus
- France : 5 février 2016 sur France 2

## Audiences
| Épisodes | Jour de diffusion | Téléspectateurs | Parts de marché sur les 4 ans et plus | Classement des audiences de la soirée |
| -------- | ----------------- | --------------- | ------------------------------------- | ------------------------------------- |
| 1 et 2   | 8 janvier 2016    | 4 266 000       | 17.3 %                                | 1er                                   |
| 3 et 4   | 15 janvier 2016   | 4 626 000       | 18.3 %                                | 1er                                   |
| 5 et 6   | 22 janvier 2016   | 4 523 000       | 18.4 %                                | 1er                                   |
| 7 et 8   | 29 janvier 2016   | 4 405 000       | 17.7 %                                | 2e                                    |
| 9 et 10  | 5 février 2016    | 4 733 000       | 19.5 %                                | 1er                                   |

Légende :
- Les plus hauts chiffres d'audience
- Les plus bas chiffres d'audience